# Goose Lake
Goose Lake — залізний метеорит хондрит масою 1169500 грам.